# Jože Konda
Jože Konda, upokojeni častnik Slovenske vojske, brigadir ? in publicist, * 6. avgust 1949, Ljubljana.

## Vojaška kariera
- poveljnik 1. operativnega poveljstva vojnega letalstva in zračne obrambe SV (21. september 2001–)
- načelnik Odseka zračne obrambe pri GŠSV
- namestnik načelnika Verifikacijskega centra SV
- načelnik Verifikacijskega centra SV

## Odlikovanja in priznanja
- bronasta medalja generala Maistra (8. maj 2002)